# فیل موریسون (کارگردان)
فیل موریسون (به انگلیسی: Phil Morrison) (زاده ۱ ژانویه ۱۹۶۸) تهیه‌کننده و کارگردان اهل ایالات متحده آمریکا است.
از فیلم‌های او می‌توان به جون‌باگ (۲۰۰۵) و همه چیز روشن است (۲۰۱۳) اشاره کرد.
موریسون در سال ۲۰۰۶ کمپین تلویزیونی «یک مک بگیر» را برای شرکت اپل کارگردانی کرد.